# Etologia humana
L'etologia humana és la branca de l'etologia sobre el comportament dels éssers humans. Irenäus Eibl-Eibesfeldt la va fundar com una línia independent d'investigació. Eibl-Eibesfeldt efectivament aplicà l'etologia general a estudis previs sobre humans en curs de Konrad Lorenz, estudiant en una perspectiva més comuna en els estudis del comportament dels animals. Els fundadors de l'"etologia humana" inclouen tant Konrad Lorenz com Eibl Eibesfeldt, així com l'etòleg neerlandès Nikolaas Tinbergen. El camp de l'etologia humana és la ciència específica del comportament humà.